# Olivia Jordan
Olivia Jordan Thomas (Tulsa, 28 de septiembre de 1988) es una actriz, modelo y reina de belleza estadounidense, ganadora de los títulos Miss Mundo Estados Unidos 2013 y Miss USA 2015 y representante de dicho país en el Miss Universo 2015.

## Biografía
Olivia nació en Tulsa, Oklahoma. Ella asistió a la Universidad de Boston. Se graduó de tal universidad en mayo de 2011 con una Licenciatura en Ciencias de la Salud. Después se mudó a Los Ángeles para darle marcha a su carrera en el modelaje y la actuación. Ella ha aparecido en varios largometrajes y apareció en Hot Tub Time Machine 2, entre otras producciones.
Jordan modeló durante la semana de la moda en Nueva York 2015 y para The Miami Mercedez-Benz Fashion Week Swim 2014. Además ha posado para las cámaras de Cosmo, Shape y Vogue de Japón. Olivia también es instructora deportiva de grupos y entrenadora personal.

## Trayectoria como modelo

### Miss Mundo 2013
Olivia Jordan, como titular de Miss World América 2013, tuvo la oportunidad de representar los Estados Unidos en el Miss Mundo 2013 que se llevó a cabo en la localidad de Bali, Indonesia. En tal certamen compitió con otras 126 delegadas de diversos países y territorios autónomos, al final de la velada se posicionó entre las 20 mejores del certamen que finalmente fue ganado por Megan Young de Filipinas.

### Miss USA 2015
Como parte de sus responsabilidades como Miss Oklahoma USA, Jordan representó a tal estado en la  64.ª edición del certamen Miss USA que se llevó a cabo el 12 de julio en Baton Rouge, donde compitió con otras 50 representantes de la unión americana por el título. Al final de la velada fue coronada como Miss USA 2015 de manos de su antecesora Nia Sanchez de Nevada. Olivia se convierte en la primera representante del estado de Oklahoma en obtener el título nacional.

### Miss Universo 2015
Como parte de sus responsabilidades como Miss USA, Olivia tuvo el derecho de representar su país en el Miss Universo 2015, que se llevó a cabo el 20 de diciembre de 2015 en Las Vegas, Estados Unidos. En tal concurso compitió con otras 79 delegadas de diversas partes del mundo por el título que hasta el momento ostentaba la colombiana Paulina Vega. Al final del evento se posicionó como segunda finalista.